# John Garfield

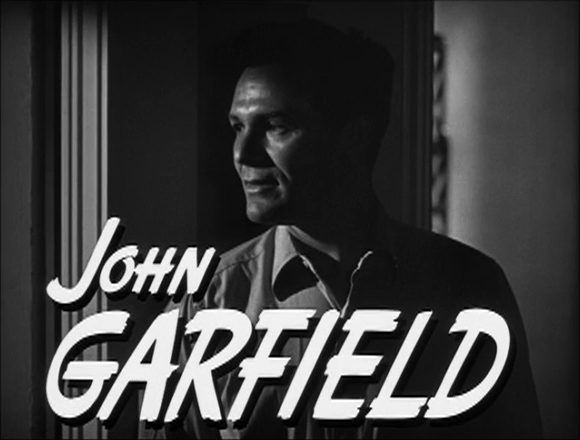
John Garfield în The Postman Always Rings Twice (1946)

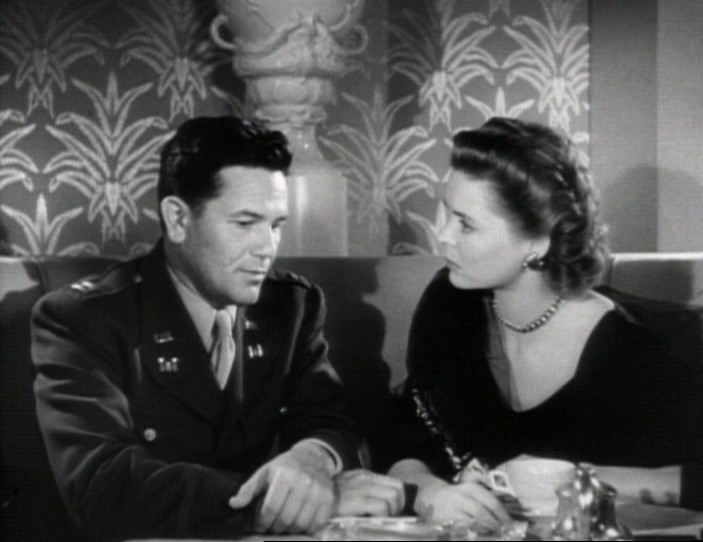
John Garfield și Dorothy McGuireîn Gentleman's Agreement (1947)

John Garfield (n. 4 martie 1913, Lower East Side⁠(d), New York, SUA – d. 21 mai 1952, New York City, New York, SUA) a fost un actor american adept al interpretării unor personaje rebele din clasa muncitoare. A crescut în New York în condiții de sărăcie în timpul marii crize economice. La începutul anilor 1930 a devenit un membru important al Group Theater.

## Biografie
Garfield s-a născut ca Jacob Garfinkle  într-un mic apartament de pe Strada Rivington din Manhattan, părinții săi fiind David și  Hannah Garfinkle, imigranți evrei-ruși, și a crescut în centrul Yiddish Theater District. După moartea mamei sale, el a fost trimis la o școală pentru copii cu probleme din Bronx, unde și-a arătat pentru prima oară talentul său actoricesc. În 1932 a debutat pe Broadway apărând în piesa de teatru Lost Boy.
În 1937, John Garfield a decis să plece de pe Broadway ca să-și încerce norocul la Hollywood. După doar un an de muncă la Hollywood, actorul a primit aprecieri critice și o nominalizare la Premiul Oscar pentru cel mai bun actor în rol secundar pentru filmul Four Daughters cu surorile Lane în rolurile principale.

## Filmografie
- Four Daughters (1938)
- Four Wives (1939, sequel)
- They Made Me a Criminal (1939)
- Blackwell's Island (1939)
- Juarez (1939)
- Daughters Courageous (1939)
- Dust Be My Destiny (1939)
- Castle on the Hudson (1940)
- Saturday's Children (1940)
- Flowing Gold (1940)
- East of the River (1940)
- The Sea Wolf (1941)
- Out of the Fog (1941)
- Dangerously They Live (1941)
- Tortilla Flat (1942)
- Air Force (1943)
- The Fallen Sparrow (1943)
- Thank Your Lucky Stars (1943)
- Destination Tokyo (1943)
- Between Two Worlds (1944)
- Hollywood Canteen (1944)
- Pride of the Marines (1945)
- The Postman Always Rings Twice (1946)
- Nobody Lives Forever (1946)
- Humoresque (1946)
- Body and Soul (1947)
- Gentleman's Agreement (1947)
- Daisy Kenyon (1947) (cameo)
- Difficult Years (1948) (narator în versiunea în lb. engleză)
- Force of Evil (1948)
- We Were Strangers (1949)
- Jigsaw (1949) (cameo)
- Under My Skin (1950)
- The Breaking Point (1950)
- He Ran All the Way (1951)

### Filme de scurt metraj
- Swingtime in the Movies (1938)
- Meet the Stars #1: Chinese Garden Festival (1940)
- Show Business at War (1943)
- Screen Snapshots: The Skolsky Party (1946)
- Screen Snapshots: Out of This World Series (1947)

### Documentar
- The John Garfield Story (2003)